# Richard III (film 1912)
Richard III è un film del 1912 diretto da André Calmettes e da James Keane, uscito negli Stati Uniti il 15 ottobre 1912.

## Trama
Dopo la morte di Edoardo di Lancaster, il principe di Gloucester Riccardo brama il trono e per farlo si sbarazza del fratello Giorgio e sposa la vedova di Edoardo di Lancaster, Anna.
Oltre a questo fa uccidere chiunque si metta di mezzo fra lui e il potere monarchico, compresi molti parenti, e infine viene eletto col nome di Riccardo III d'Inghilterra.
Ma poco dopo un certo Conte Richmond scopre l'imbroglio, anche se il sovrano ha fatto di tutto per tenerlo nascosto dimostrandosi molto modesto. Così dichiara guerra a Riccardo e la notte prima della battaglia, il re fa un sogno popolato dai fantasmi di tutti quelli che ha ucciso e teme per la sua vita. Infatti il giorno dopo nella battaglia di Bosworth Field, Riccardo si trova in gravi difficoltà e per di più senza il suo cavallo e, pronunciando la famosa frase: "Un cavallo, un cavallo! Il mio regno per un cavallo!", viene trafitto dal conte.

## Produzione
Il film fu prodotto con un budget di 30.000 dollari dalla Le Film d'Art, M. B. Dudley Amusement Co., Sterling Camera and Film Company. Fu girato a New York nel Bronx a City Island e a Westchester Count.

## Distribuzione
Nel 1996, una copia del film fu donata dal collezionista privato William Buffum all'American Film Institute. Copie del film sono conservate negli archivi della Library of Congress.
Nel 2001, fu distribuito da Kino Video in DVD. 

### Date di uscita
- USA	15 ottobre 1912
- USA 2001 DVD

Alias
- III. Richárd	Ungheria
- Mr. Frederick Warde in Shakespeare's Masterpiece 'The Life and Death of King Richard *III'	Internazionale (titolo lungo) (titolo Inglese)
- The Life and Death of King Richard III